# World Games 2022/Teilnehmer (Haudenosaunee)
| Gelbes Symbol für Goldmedaillen mit stilisierten Olympischen Ringen | Graues Symbol für Silbermedaillen mit stilisierten Olympischen Ringen | Braundes Symbol für Bronzemedaillen mit stilisierten Olympischen Ringen |
| ------------------------------------------------------------------- | --------------------------------------------------------------------- | ----------------------------------------------------------------------- |
| —                                                                   | —                                                                     | —                                                                       |

Mit den Irokesen nahm in Birmingham, Alabama erstmals eine indigene Volksgruppe an den World Games 2022 teil. Die Delegation bestand aus 24 Athleten (12 Männer und 12 Frauen), die als zwei Teams im Lacrosse teilnahmen.

## Teilnehmer nach Sportarten

### Lacrosse
| Wettbewerb       | Frauen | Männer |
| ---------------- | --- | --- |
| Athleten         | Tiana Bomberry Timmia Bomberry Jordan Coulon Paige Crandall Lois Garlow Jalyn Jimerson Wynter Jock Jacelyn Lazore Cassandra Minerd Fawn Porter Ivy Santana Miya Scanlan | Brendan Bomberry Jake Fox Warren Hill Kyle Jackson Cody Jamieson Ron John Brooker Muir Tehoka Nanticoke Jakob Patterson Kason Tarbell Jeremy Thompson Shonwahnonkon Thompson |
| Gruppenphase     | Israel 10:17 Großbritannien 10:11 Kanada 7:19 | Kanada 9:21 Israel 16:12 Japan 16:20 |
| Spiel um Platz 5 | ― | Australien 19:12 |
| Spiel um Platz 7 | Tschechien 13:8 | ― |
| Platzierung      | 7 | 5 |